# 俄美1824年條約
俄美1824年條約（英語：Russo-American Treaty of 1824）於1824年4月17日由俄羅斯代表和美國代表在聖彼得堡簽署，兩國於1825年1月11日批准該條約。俄美1824年條約總共有六項條款。它讓俄羅斯對北緯54°40′以南的北美太平洋西北海岸（美國人稱為奧勒岡鄉域的地區）擁有主權之主張。
1825年俄羅斯與英國簽訂的《英俄條約》將俄屬美洲的最南邊界確定為北緯54°40′線，即現在的阿拉斯加狹地，但俄羅斯有權在該地區以南進行貿易。由於美國和西班牙之間就後者先前對北緯42度線（今天的奧勒岡州-加利福尼亞州邊界）提出的主權主張簽訂了《亞當斯-奧尼斯條約》，美國和英國之間關於該地區管轄權發生爭端。
俄美1824年條約由當時的俄羅斯外交部長卡爾·瓦西里耶維奇·聶索洛得（Karl Nesselrode）（在條約中稱為“Charles de Nesselrode”）簽署、亨利·米德爾頓（Henry Middleton）為美方代表，彼得·伊萬諾維奇·波萊蒂卡（Pyotr Ivanovich Poletika）（在文件中稱為“Pierre de Poletica”）為俄羅斯帝國代表。